# Antoine-René de Voyer de Paulmy d'Argenson
Antoine-René de Voyer, marquês de Paulmy, depois, 3.º marquês d’Argenson (1757), (Valenciennes, 22 de novembro de 1722 — Paris, 13 de agosto de 1787) foi um diplomata e estadista francês.

## Biografia
Filho único de René Louis de Voyer de Paulmy, marquês d'Argenson (1694-1757), e de Marie-Madeleine Méliand, foi nomeado conselheiro do parlamento (1744), e maître des requetés (1747). Esteve associado com seu pai no ministério das Relações Exteriores e com seu tio no ministério da Guerra e, em reconhecimento a essa experiência, foi comissionado para inspecionar as tropas e fortificações e enviado para a embaixada da Suíça (1748). Em 1751, seu tio reconheceu-o como seu vice. Trabalhou então na grande reforma do exército, e após a demissão de seu tio tornou-se ministro da guerra em 1 de fevereiro de 1757. Mas com a eclosão da Guerra dos Sete Anos, este cargo se tornou extremamente difícil de ser mantido, e ele o renunciou em 23 de março de 1758.
Foi embaixador na Polônia de 1762 a 1764, mas falhou em não conseguir que o candidato francês ao trono daquele reino fosse o escolhido. De 1766 a 1770, foi embaixador em Veneza. Não conseguiu ser nomeado para a embaixada em Roma, e se retirou da carreira diplomática com a idade de quarenta e oito anos. Passou então o resto de sua vida dedicando-se à História e à Biografia. Formou uma grande biblioteca, muito rica em poesia e romance francês, e foi responsável por várias publicações com a ajuda de seu bibliotecário. Em 1775 deu início à sua Bibliothèque universelle des romans, da qual quarenta volumes foram publicados no prazo de três anos, mas posteriormente, as publicações foram entregues para outros editores.
Sua grande obra, Mélanges tirés d’une grande bibliothèque, foi publicada em sessenta e cinco volumes (Paris, 1779-1788). Ele proibiu, que após sua morte, sua biblioteca fosse loteada. Em 1785 ela foi comprada pelo conde d'Artois (depois Carlos X) deixando o usufruto para o marquês de Paulmy, que se tornou o governador do Arsenal. Ela formou o núcleo da atual Bibliothèque de l'Arsenal em Paris.
Foi eleito membro da Academia Francesa em 1748, da Academia de Ciências, Letras e Artes de Besançon e de Franche-Comté em 1756, da Academia de Ciências em 1764 e da Académie des Inscriptions et Belles-Lettres.

## Casamento e descendentes
Casado por duas vezes, teve uma filha de sua segunda esposa, Marguerite Fyot de La Marche (morta em 1784):
- Madeleine-Susanne (1752-1813), casada em 9 de abril de 1771 com Anne Charles Sigismond de Montmorency-Luxembourg, duque de Piney.